# Liste der Mitglieder der National Academy of Sciences/1919
Im Jahr 1919 wählte die National Academy of Sciences der Vereinigten Staaten 15 Personen zu ihren Mitgliedern.

## Neugewählte Mitglieder
- Joseph Barrell (1869–1919)
- Gary Calkins (1869–1943)
- Heber D. Curtis (1872–1942)
- Gano Dunn (1872–1953)
- Lawrence Henderson (1878–1942)
- Reid Hunt (1870–1948)
- Treat B. Johnson (1875–1947)
- Winthrop Osterhout (1871–1964)
- Frederic H. Seares (1873–1964)
- William A. Setchell (1864–1943)
- George Owen Squier (1864–1955)
- Augustus Trowbridge (1870–1934)
- Oswald Veblen (1880–1960)
- Ernest J. Wilczynski (1876–1932)
- Edwin B. Wilson (1879–1964)